# ان‌من‌لوآنا
ان‌من‌لوآنا (به انگلیسی: En-men-lu-ana) اهل بادتیبیرا، بر حسب فهرست پادشاهان سومری، سومین پادشاه پیش‌دودمانی سومر بود (قبل از تقریباً 2900 پیش از میلاد). وی همچنین در فهرست، پادشاه با بیش‌ترین مدت زمان حکومت است، که طبق گفته فهرست به مدت 43,200 سال حکم راند.